# Пацови у зидовима
„Пацови у зидовима” (енгл. The Rats in the Walls) је приповетка америчког писца Хауарда Филипса Лавкрафта, написана између августа и септембра 1923. и објављивана у марту 1924. у часопису Weird Tales.

## Радња
Године 1923, Американац по имену Делапор, последњи потомак породице Де ла Пор, сели се на своје имање предака Ексам Прајори у Енглеској након што му је син јединац погинуо у Првом светском рату. На згражање локалних становника, он обнавља имање. Након усељења, Делапор и његова мачка често чују звуке пацова како јуре иза зидова. Након даљег истраживања у коме му помаже ратни друг његовог сина Едвард Норис и неколико академика, и кроз понављајуће снове, Делапор сазнаје да је његова породица вековима одржавала подземни град, где је одгајала генерације „људске стоке” како би удовољила својим потребама за људским месом. Ово је прекинуто када је Делапоров предак Волтер побио целу породицу и напустио земљу како би окончао овај ужас, остављајући преосталу људску стоку и преживелог рођака да их прождеру пацови који су насељавали градске септичке јаме.
Избезумљен открићима прошлости своје породице, наследном окрутношћу и бесом због смрти свог сина, Делапор напада Нориса у мраку пећинског града и почиње да га једе док говори мешавином средњег енглеског, латинског и гелског, која се претвара у какофонију животињског роктања. Након тога бива савладан и смештен у менталну установу. Најмање још један истражитељ, Торнтон, такође је полудео. Убрзо након тога, Ексам Прајори је уништен и истражитељи одлучују да прикрију постојање подземног града. Делапор остаје при својој невиности, изјављујући да су „пацови, пацови у зидовима” ти који су појели човека. И даље га мучи звук пацова у зидовима његове ћелије.

## Ликови
Делапор
Приповедач. Његово име се не помиње. Он мења начин спеловања свог имена у старо „Де ла Пор” након што се преселио у Енглеску. Титула „Барон Де ла Пор” заправо постоји у ирском племству, а правопис је изведен од le Poer, англо-норманског израза за „сиромашне”.
Алфред Делапор
Приповедачев син, рођен око 1894. године. За време Првог светског рата одлази у Енглеску као ваздухопловни официр, где први пут чује приче о својим прецима. Тешко је рањен 1918. године, а преживео је још две године као „осакаћени инвалид”.
Едвард Норис
Као капетан Краљевског летећег корпуса током Првог светског рата, Едвард Норис се спријатељио са Алфредом и забављао га причајући му о „сељачким сујеверјима” која окружују историју његове породице, а које је Норис покупио у свом родном Анчестеру. Описан је као „дебељушкаст, љубазан младић”. Он и Делапор су ти који у почетку пронађу олтар који води до пећине испод имања, а на крају га убије и делимично поједе сада полудели Делапор, за кога се открива да га је мрзео јер је преживео док је Алфред умро.
Свињар
Безимено биће (имплицирано да представља самог Делапора) које Делапор види у својим сновима, које чува своје стадо у сумрачној пећини. Снови о свињару терају Делапора да истражи град испод имања, јер се поклапа са пећином коју он види у својим сновима.
Сер Вилијам Бринтон
Као један од „еминентних ауторитета” који прати Делапорову експедицију испод имања, сер Вилијам Бринтон је археолог „чија су ископавања у Троади у своје време узбудила већи део света”. Бринтон је тај који смишља како да помери олтар са противтегом који води до пећина, и који је приметио да су тесани зидови морали бити исклесани „одоздо”. Он је једини члан експедиције који је остао присебан када открију ужасе испод имања.
Др Траск
Антрополог који је „збуњен” „деградираном мешавином” коју налази у лобањама испод имања — „углавном нижим од Пилтдаунског човека на скали еволуције, али у сваком случају дефинитивно људским”. (Пилтдаунски човек, наводно праисторијски примерак пронађен 1912, откривен је као превара 1953, тридесет година након објављивања „Пацова у зидовима”.) Траск утврђује да: „неки од скелета мора да су се као четвороношци спустили током последњих двадесет или више генерација”.
Торнтон
„Психички истражитељ” експедиције који падне у несвест два пута када се суочи са кошмарним реликвијама испод имања, и завршава у лудници Ханвел са Делапором, иако су њих двојица спречена да разговарају један са другим. Ханвел је био стварна ментална институција, о којој је Лавкрафт вероватно читао у делу лорда Дансенија „Крунисање господина Томаса Шапа” у Књизи чуда (1912).
Гилберт Де ла Пор
Први барон од Ексама, коме је Хенри III 1261. доделио титулу. Не постоји „никакво зло” повезана са овим презименом пре овога, али у року од 50 година, хроника помиње неименованог Де ла Пора као „проклет од Бога”.
Леди Маргарет Тревор
Леди Маргарет Тревор од Корнвола се удала за Годфрија Де ла Пора, другог сина петог барона од Ексама, вероватно у 14. или 15. веку. Њен опис у причи нејасно подсећа на опис историјске личности грофице Батори. Њен ентузијазам за ексамски култ био је толики да је „постала омиљено проклетство деце широм села и демонска хероина једне посебно ужасне старе баладе која још није изумрла близу границе са Велсом”.
Леди Мери Де ла Пор
Након што се удала за грофа од Шрусфилда (ову титулу је измислио Лавкрафт), убили су је њен нови муж и свекрва. Када су свештенику код којег су се исповедали објаснили своје разлоге, он их је „опростио и благословио” за њихово дело.
Волтер Де ла Пор
Једанаести барон од Ексама, који је убио све остале чланове своје породице уз помоћ четири слуге, две недеље након што је наишао на „шокантно откриће”, а затим је побегао у Вирџинију, вероватно у 17. веку. Он је предак америчких Делапора и једини је Де ла Пор кога народ Анчестера не мрзи, а поштује га као хероја. Остао је упамћен као „стидљив, благ младић”, а касније и као „узнемирен и стрепљив”; Френсис Харли из Белвјуа, „још један џентлмен-авантуриста”, сматрао га је „човеком беспримерне правде, части и деликатности”.
Рандолф Делапор
Рандолф Делапор из Карфакса, имања Делапорових на реци Џејмс у Вирџинији, „отишао је међу црнце и постао вуду свештеник, након што се вратио из Мексичког рата”. Он је приповедачев рођак, који га сматра „јединим познатим скандалом мојих непосредних предака”, и који види овај међурасни живот као „непријатно подсећање” на „монструозне навике” предака Де ла Порових. Опатија Карфакс је назив британске испоставе грофа Дракуле у роману Дракула — окружење које је предложено као инспирација за Ексам Прајори.

## Инспирација
Дуго након што је написао „Пацове у зидовима”, Лавкрафт је написао да је причу „инспирисао веома уобичајен инцидент — пуцање тапета касно у ноћи и ланац размишљања који је из тога произашао”. Чини се да још један запис у Лавкрафтовој бележници такође даје клицу заплета за причу: „Ужасну тајну у крипти древног замка — открио је њен становник”.
Стивен Џ. Мариконда указује на Необичне митове средњег века (1862–68) Сејбина Баринга-Гулда као извор за Лавкрафтову причу. Опис пећине испод имања има много сличности са Баринг-Гулдовим извештајем о Чистилишту Светог Патрика, легендарном ирском ходочасничком месту, а прича о пацовима можда је инспирисана препричавањем легенде у књизи бискупа Хатоа, којег су прожрли пацови након што је запалио изгладњеле сељаке током периода глади (прича која се спомиње у легенди о Мишој кули у Бингену).
Ли Блекмор тврди да се једна површинска карактеристика приче може наћи у причи Едгара Алана Поа „Пад куће Ушера”, у којој Родерик Ушер коментарише да је његов слух толико ненормално осетљив да „може да чује пацове у зидовима”.
Гелски језик цитиран на крају приче је позајмљен из дела Фионе Маклауд „The Sin-Eater”. Овде је укључена фуснота која преводи овај одломак као: „Бог против тебе и у лицу твом... и нека смрт од јада буде твоја... Зло и туга теби и твојима!” Лавкрафт је написао Франку Белкнапу Лонгу: „Једина примедба на фразу је да коришћен гелски уместо велшког како то захтева локација на југу Енглеске. Али као и код антропологије – детаљи се не рачунају. Нико никада неће приметити разлику.” Роберт Е. Хауард је, међутим, 1930. написао писмо часопису Weird Tales сугеришући да избор језика одражава „Лојдову теорију о келтским насељавањима Британије”— ова напомена, прослеђена Лавкрафту, покренула је њихову обимну преписку. Подручје велшког говорног подручја у то време покривало је не само Велс, већ и цело острво испод Хадријановог зида, а гелски се говорио само северно од Зида.
С. Т. Џоши указује на „Непрекинути ланац” Ирвина С. Коба као модел за Лавкрафтове „Пацове у зидовима”. У свом есеју, Лавкрафт пише: „Каснији рад господина Коба уводи елемент могуће науке, као у причи о наследном памћењу у којој савремени човек негроидног типа изговара речи у говору афричке џунгле када га воз визуелним и звучним околностима подсети на сакаћење његовог црног претка од стране носорога пре једног века.”

## Повезана дела
Ов приповетка је лабаво повезана са Лавкрафтовим Ктулу митовима; при крају, приповедач примећује да се чини да су пацови „одлучни да ме одведу чак и до оних пећина које се церекају у центру Земље где Ниарлатотеп, луди бог без лица, слепо завија на свирале два аморфна идиотска свирача флауте”. У овом упућивању на Ниарлатотепа, првом након његовог увода у истоимену приповеци, чини се да овај ентитет има многе атрибуте бога Азатота.
Пре него што се преселио у Ексам Прајори, Делапор живи у Болтону у Масачусетсу, фабричком граду где главни лик приче „Херберт Вест–реаниматор” изводи неке од својих експеримената. Град се такође помиње у „Боји изван овог свемира”; не сматра се да је ово исто место као стварни град Болтон.
Каснији писци Ктулу митова сугеришу да је Магна Матер („Велика Мајка”) коју је обожавао ексамски култ била Шуб-Нигурат (иако се у самој причи више пута помиње римска богиња Кибела, позната као Магна Матер).
Леди Маргарет Тревор из Корнвола, племкиња слична Ержебет Батори која се удала за потомка породице Де ла Пор у четрнаестом или петнаестом веку, очигледно је била директни приповедачев предак у другој Лавкрафтовској причи, „Селефаис”. Приповедач ове приповетке, који је последњи из племићке породице која је тринаест генерација живела у имању предака на обали са друге стране Сарија, гине у причи утапајући се у мору близу куће својих предака, која се зове Тревор Тауерс. Дакле, приповедач се презивао Тревор, а његова породица би била племство у време удаје леди Маргарет. (Након што је приповедач „Селефаиса” умро у причи, његова сновита свест је живела у Свету снова, где је владао једним градом под именом Куранес, а појављује се као лик у још једном Лавкрафтовом делу, Сновита потрага за незнаним Кадатом, где је потврђено да је његова домовина предака била на обали Корнвола.)

## Пријем
Причу је одбио Argosy All-Story Weekly пре него што ју је прихватио Weird Tales; Лавкрафт је тврдио да ју је први часопис сматрао „превише ужасном за нежни сензибилитет деликатно неговане јавности”. Издавач часописа Weird Tales, Џеј Си Хенебергер, описао је причу у белешци Лавкрафту као најбољу коју је његов часопис икада добио. Била је то једна од ретких Лавкрафтових прича антологизованих током његовог живота, у збирци Укључи светло из 1931. године, коју је уредила Кристин Кембел Томпсон.
Значајна је по томе што Лавкрафт користи технику позивања на текст (у овом случају стварна дела Петронија и Катула) без давања потпуног објашњења његовог садржаја, како би одао утисак дубине и скривених слојева свом делу. Касније је усавршио ову идеју са Некрономиконом, који је преовладавао у његовим причама о Ктулу митовима.
Једнако важно за каснији развој Ктулу митова било је то што је репринт ове приче у часопису Weird Tales инспирисао Роберта Е. Хауарда да пише часопису хвалећи ово дело. Ово писмо је прослеђено Лавкрафту и њих двојица су постали пријатељи и дописници све до Хауардове смрти 1936. године. Ова књижевна веза се огледа у томе што је сваки аутор додаје аспекте из дела другог у своје приче, а Хауард се сматра једним од плоднијих аутора Ктулу митова.
Кингсли Ејмис је „Пацове у зидовима” (заједно са „Даничким ужасом”) навео као једну од Лавкрафтових прича „које имају незаборавну гадост”. Лин Картер је „Пацове у зидовима” назвао „једном од најлепших прича у читавој Лавкрафтовој каријери”. С. Т. Џоши описује ово дело као „скоро беспрекоран пример приповетке у њеној кондензацији, њеном наративном темпу, громогласном врхунцу и мешању ужаса и проницљивости”.